# 可回收垃圾
可回收垃圾是一種可回收的垃圾分類。一般的可回收垃圾可分為下列數種：

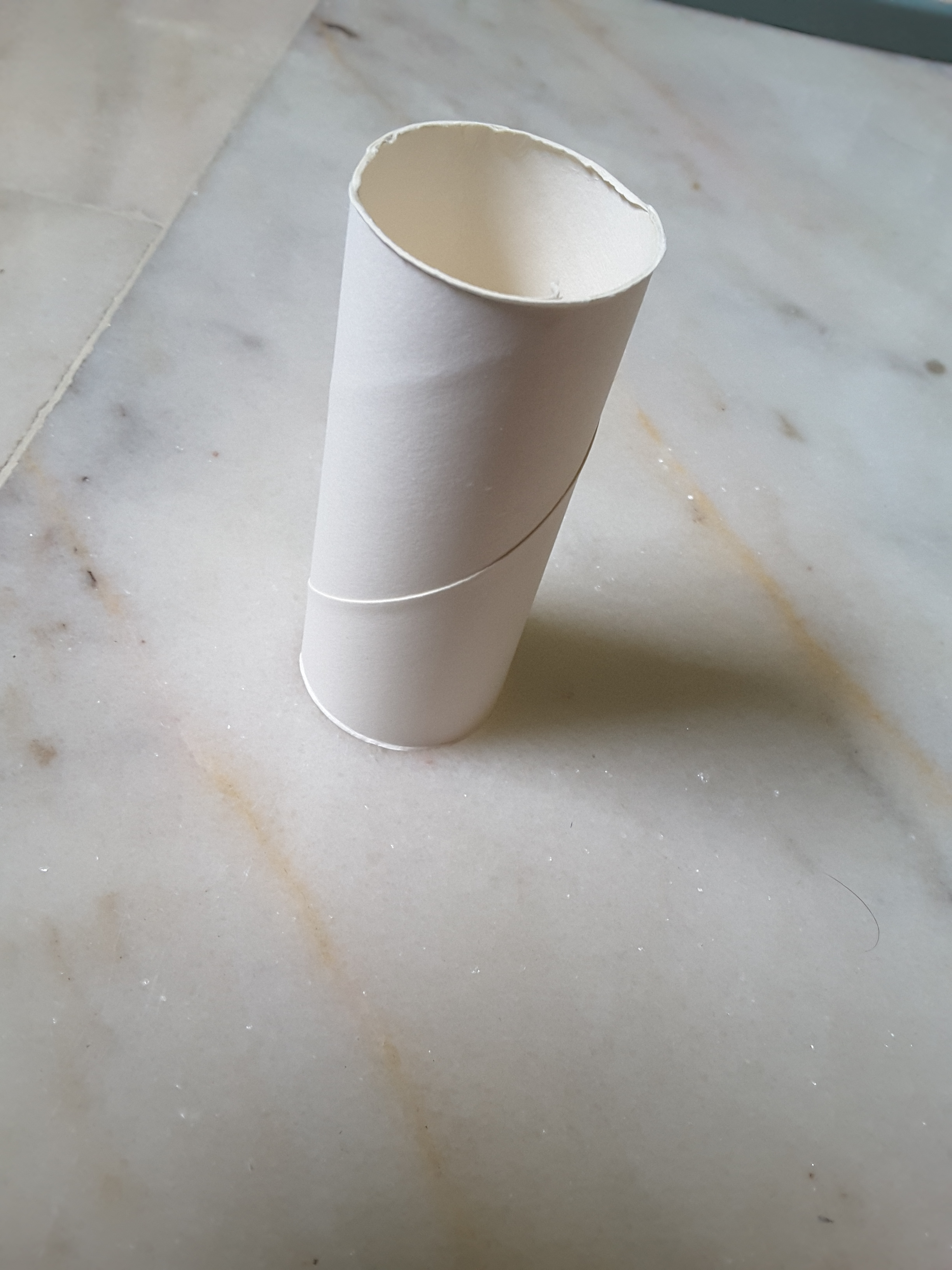
卫生纸里的纸皮也是可以当成纸类资源回收

- 塑膠
  - PET
  - HDPE
  - LDPE
- 金屬
  - 鐵（鐵罐和其他鐵製品）
  - 非鐵金屬（鋁罐、銅片和其他金屬製品）
- 玻璃（回收製成新的玻璃容器或當做粒料）
- 紙（可直接回收的可生物降解廢物）
- 可生物降解廢物，可以用做堆肥或生化氣體

## 另見
- 資源回收
- 垃圾分類
- 塑膠分類標誌